# بلالامة
كان بلالامة حاكمًا لمملكة إشنونة في القرن العشرين قبل الميلاد، وهي مملكة قديمة في بلاد ما بين النهرين تقع في وادي ديالى في العراق الحديث.

## الخلفية
من المفترض أن بلالامة كان معاصرًا لإشبي-إيرا وشو-إيليشو من إيسن. كان ابن الحاكم السابق لإشنونة، كيريكري. أسماء كل من بلالامة وكيريكري هي أسماء عيلامية، والتي وفقًا لكاترين دي جراف قد تشير إلى حدوث تغيير أسري في المدينة بعد حكم سلفهم Nūr-aḫum [خطأ: تحقق من وسيط ورمز اللغة]. ومع ذلك، فإنه ليس من الواضح ما إذا كانوا بالضرورة عيلاميين أنفسهم، أو ما إذا كانت أسماؤهم تعكس فقط مستوى عال من التأثير الثقافي العيلامي على إشنونة.
تزوج بلالامة من ابنة عبد إيل، وهو زعيم أموري كان قد زوج ابنه أوشاسوم من ابنة نور آكوم لأسباب دبلوماسية. ومن المرجح أن كلا الزواجين كانا يهدفان إلى ضمان علاقات إيجابية بين حكام إشنونة والجماعات الأمورية المحلية.
من المعروف أن لبلالاما طفلين. ابنته، Mê-Kūbi [خطأ: تحقق من وسيط ورمز اللغة] تزوجت الملك Tan-Ruhuratir [خطأ: تحقق من وسيط ورمز اللغة] من عيلام، كما هو موثق في نقش يخلد ذكرى بناء معبد إنانا في شوشان. كما ذكرت أيضًا في النقش على ختم من اللازورد الذي ينص على أن بلالامة أهداه لها على ما يبدو. ومن المعروف أيضًا أنه كان لديه ابن يحمل اسمًا أموريًا، شليل لا ميلكوم. وقد اقترح أيضًا أن أحد حكام إشنونة اللاحقين، أوسور أواسو، كان أيضًا ابنًا لبلالامة.
اكتشف عدد من الأشياء المنقوشة بأسماء الأفراد الذين حددوا كخدم لبلالاما، بما في ذلك تلك المنسوبة إلى المغني (نار) ووسوم بيلي، وعدد من الكتبة (بوزور تيشباك، وإيلشو دان، ولوغال إينيم دو).

## الحكم
كما هو موضح من خلال نقش تعرف عليه على لبنة مختومة من القصر الذي نقب عنه في إشنونة، استخدم بلالامة ألقاب "حاكم (إينسي) إشنونة" و"حبيبة تيشباك". كان تيشباك هو الإله الوصي على المدينة، وكان يُنظر إليه عادةً على أنه ملكها، مع وجود حكام بشريين يعملون كحكام نيابة عنه، على نحو مماثل لكيفية اعتبار معاصريهم في دير وآشور ممثلين لعشتاران وآشور، على التوالي.
من المعروف أن هناك أسماء أربعة عشر عامًا تُنسب إلى بلالامة، ولكن من المتفق عليه أنه ظل في السلطة لفترة أطول، ربما لمدة عشرين عامًا تقريبًا، حوالي ق. 1981-1962 قبل الميلاد. وهذا يتناقض مع المدة القصيرة لحكم سلفه كيريكيري على إشنونا، والتي استمرت وفقًا للتقديرات القصوى عشر سنوات فقط.
ذكرت العديد من مشاريع البناء في نقوش بلالامة. أضاف جناحًا جديدًا إلى القصر الملكي وأعاد بناء معبد تيشباك، المعروف باسم إسيكيل الاحتفالي. 
حافظ بلالامة على استقلاله عن القوى العظمى في عصره. تزوج من عائلة الزعيم الأموري عبد إيل وحافظ على علاقات إيجابية معها، لكنه اصطدم بالأموريين الذين سكنوا إقل إبي سين وإيشور وباب إيباوم، وضم آخر هذه المدن إلى مملكته بعد فتحها. وعلى النقيض من العلاقات السياسية المتقلبة مع الأموريين، فقد حافظ على علاقة إيجابية ثابتة مع عيلام. ومع ذلك، فقد تحالف في الوقت نفسه مع Ilum-muttabil [خطأ: تحقق من وسيط ورمز اللغة] من دير، الذي تشير نقوشه إلى أنه كان معاديًا لعيلام. يبدو أنه كان يُنظر إليه بشكل سلبي من قبل حكام إيسن، حيث انتقدته رسالة منسوبة إلى إشبي إيرا أو شو إيليشو لعدم احترامه في رسالة أخرى أرسلها إلى إيلوم-موتابيل.
خلف بلالامة على عرش إشنونة إيشار رامشو.

### الفهرس
- De Graef، Katrien (2022). "The Middle East after the Fall of Ur: From Ešnunna and the Zagros to Susa". The Oxford History of the Ancient Near East: Volume II. New York: Oxford University Press. DOI:10.1093/oso/9780190687571.003.0016. ISBN:0-19-068757-6.
- Frayne، Douglas (1990). Old Babylonian Period (2003-1595 B.C.). University of Toronto Press. DOI:10.3138/9781442678033. ISBN:978-1-4426-7803-3. مؤرشف من الأصل في 2024-11-30.
- Wasserman، Nathan؛ Bloch، Yigal (2023). The Amorites: A Political History of Mesopotamia in the Early Second Millennium BCE. Culture and History of the Ancient Near East. Leiden, Boston: Brill. ج. 133. ISBN:978-90-04-54731-5.

## روابط خارجية
- أسماء سنوات بلالامة في مبادرة المكتبة الرقمية المسمارية

| منصب            | منصب                        | منصب            |
| --------------- | --------------------------- | --------------- |
| سبقه {{{سبقه}}} | {{{العنوان}}} {{{الأعوام}}} | تبعه {{{تبعه}}} |